# التصنيفات الدولية لليبيا
تتضمن هذه المقالة التصنيفات العالمية لليبيا.
|  |

## الاقتصاد
- وفق مؤشر الحرية الاقتصادية الذي أعدّته مؤسسة التراث/وصحيفة وول ستريت جورنال عام 2009، حلّت ليبيا في المرتبة 171 من بين 179.

## الطاقة
- بالنسبة لاحتياطيات النفط في عام 2006، وفق تقرير إدارة معلومات الطاقة، حلّت ليبيا في المرتبة 9 من 20.

## الجيش
- وفق مؤشر السلام العالمي الذي يعدّه معهد الاقتصاد والسلام، حلّت ليبيا في المرتبة 46 من أصل 144 [1]

## السياسة
- في مؤشر حرية الصحافة الصادر عن منظمة مراسلون بلا حدود لعام 2009، حلّت ليبيا في المرتبة 156 من بين 175 دولة.
- مؤشر مدركات الفساد الصادر عن منظمة الشفافية الدولية لعام 2008، حلّت ليبيا في المرتبة 126 من بين 180 دولة.
- صنّفت وحدة الاستخبارات الاقتصادية ليبيا في المرتبة الثانية على مؤشر رامي الحذاء[2]

## المجتمع
- صنّف مؤشر جودة الحياة الصادر عن مجلة الإيكونوميست ليبيا في المرتبة 70 من أصل 111.
- صنّف مؤشر التنمية البشرية لعام 2010، الصادر عن برنامج الأمم المتحدة الإنمائي ليبيا في المرتبة 53 من أصل 169.